# Eumecops kittaryi
Eumecops (лат.) — род долгоносиков из подсемейства Lixinae, включающий всего один вид Eumecops kittaryi Hochhuth, 1851.

## Описание
Сверху тело в бугорках, которые несут пучки волосковидных чешуек. Первый сегмент жгутика усиков немного длиннее второго. Переднегрудь на переднем крае образует сильно выдающиеся канты, расположенные по сторонам от тазиковых впадин, сзади эти канты переходят в зубцы, между которыми вкладывается головотрубка.

## Охранный статус
Включен в Красную книгу Краснодарского края в статусе 1А — «Находящийся в критическом состоянии» (региональная популяция).